# Торговый дом Яблоковых
Торговый дом Яблоковых — здание в Ростове-на-Дону, расположенное на Большой Садовой улице (дом 64). Дом был построен в 1898 году по проекту архитектора Е. М. Гулина. Здание имеет статус объекта культурного наследия регионального значения.

## История

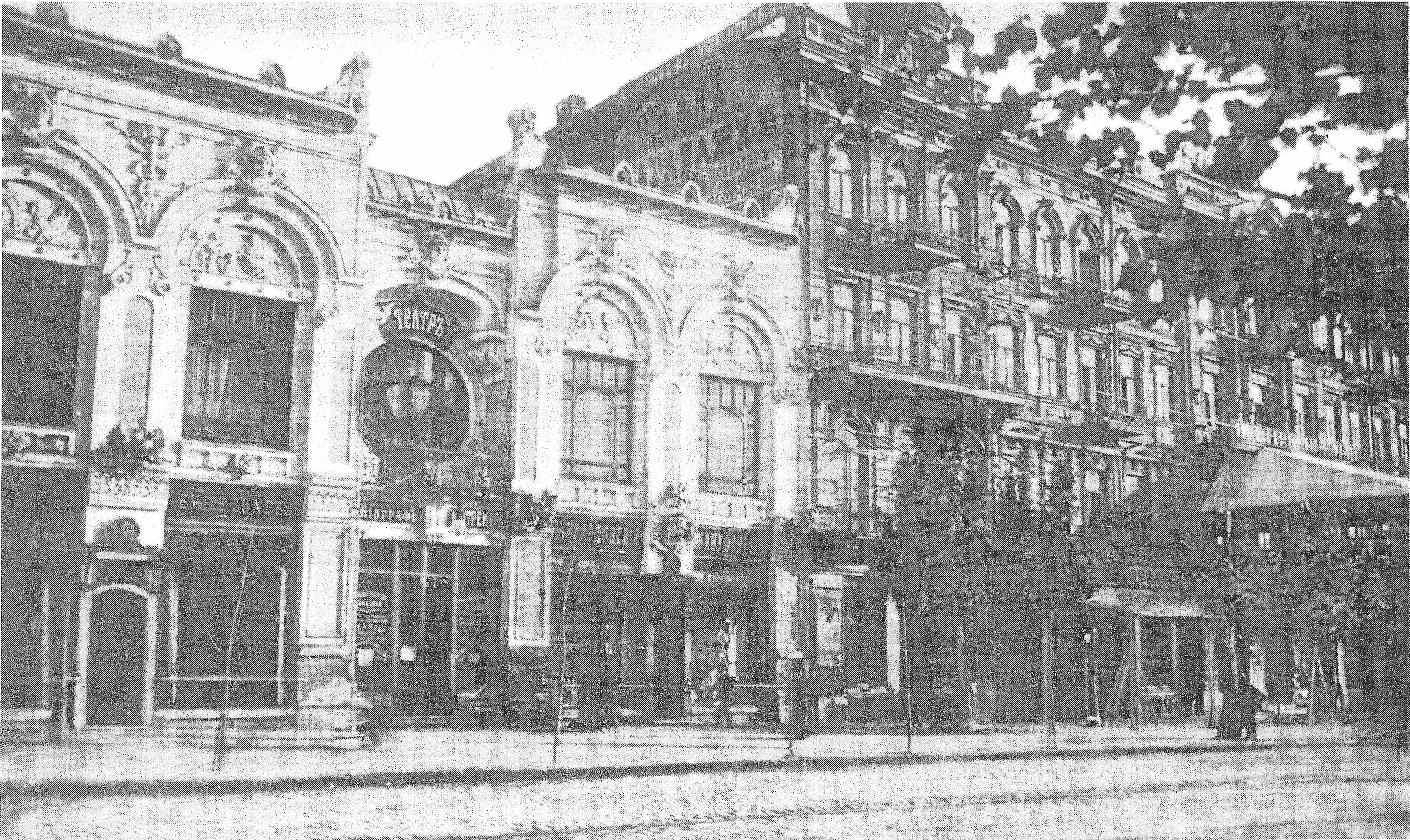
Дом в начале XX века

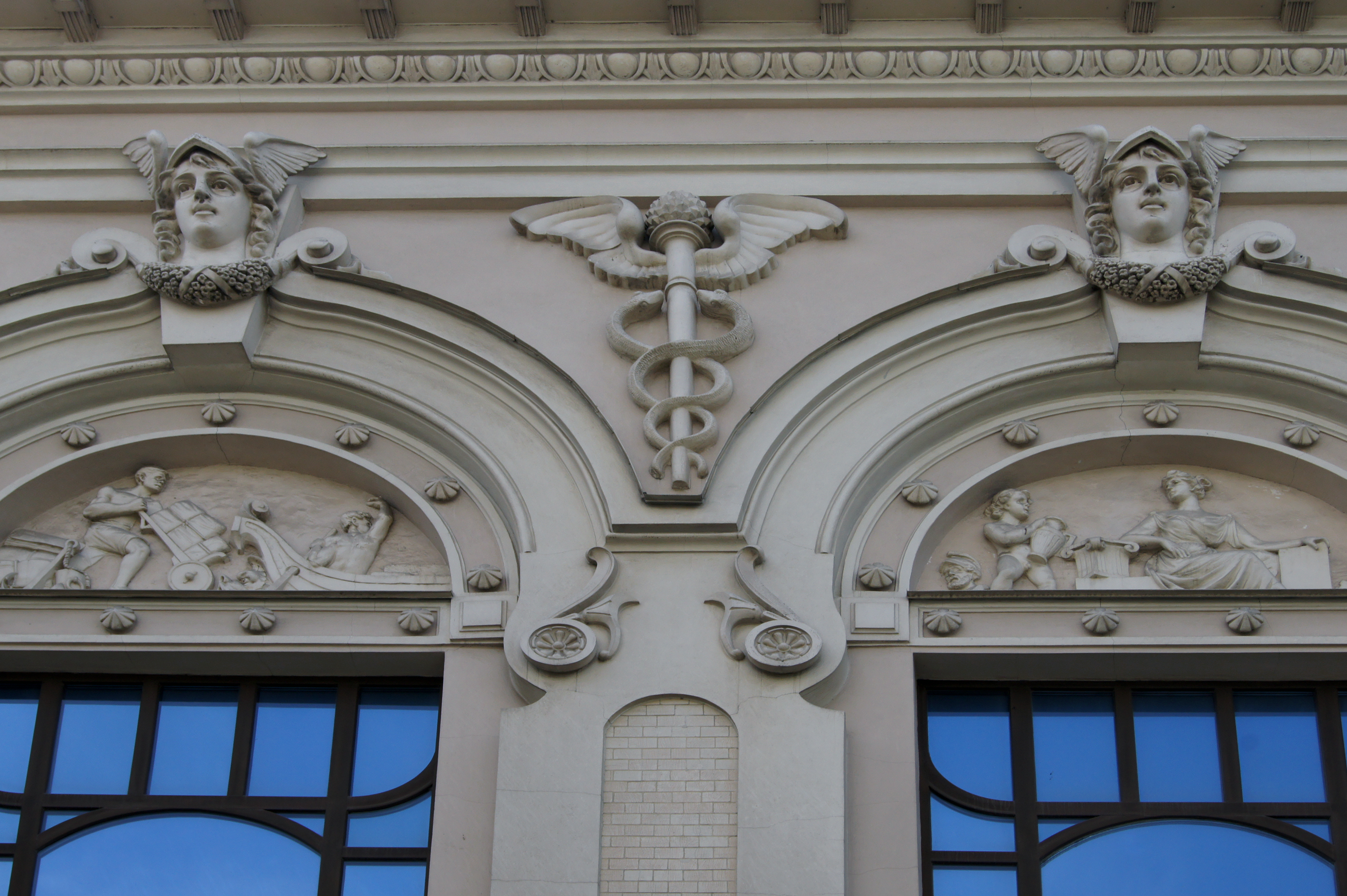
Оформление окон 2-го этажа

Здание было построено в 1898 году по проекту ростовского архитектора Е. М. Гулина. Дом принадлежал С. К. Яблокову. Первый этаж дома арендовали торговые организации: Акционерное общество жирардовских мануфактур и Товарищество мануфактуры Эмиля Цинделя. Подвал здания занимал ренковский погреб «Фортуна» (вход был со стороны Николаевского переулка). Там часто проходили выступления кабаре и театральных коллективов. Второй этаж дома Яблоковых в 1904 году арендовала Р. Штремер. Там открылся один из первых на Юге России электробиографов (так в то время называли кинотеатры) — «Художественный».
В 1917 году электробиограф стал называться кинотеатром «Олимп». В 1924 году дом Яблоковых был национализирован. Тогда на первом этаже разместились магазины Военторга и Роспромторга. В 1930-х кинотеатр получил название «Комсомолец». После войны кинотеатр продолжил свою работу, но в 1990-х годах был закрыт. Тогда же была проведена реставрация здания по проекту архитектора Е. Г. Рекало.

## Архитектура
Двухэтажное здание расположено на красной линии Большой Садовой улицы между доходным домом Костанаева и гостиницей «Московская». В архитектуре и оформлении здания присутствуют элементы эклектики и модерна. Архитектурно-художественный облик фасада здания формируют крупные оконные проёмы. На первом этаже располагаются витрины магазинов. Окна второго этажа имеют богатое оформление. Они обрамлены профилированными архивольтами. Каждый замковый камень украшает голова Гермеса в крылатой шляпе. Простенки между боковыми окнами украшены лепным изображением кадуцея (жезла Гермеса). На люнетах окон помещены горельефы на различные темы. Гермес известен как бог торговли, поэтому его изображения на фасаде торгового дома не случайны. Центральный объём здания с парадным входом несколько понижен. Центральный оконный проём второго этажа оформлен в виде лоджии сложной конфигурации с небольшим балконом.